# Die perfekte Welt der Mennoniten
Die perfekte Welt der Mennoniten  (Originaltitel: Living in a Perfect World) ist ein Dokumentarfilm über vier Russlandmennoniten in Mexiko und Bolivien, die aus zwei unterschiedlich konservativen Kolonien kommen. Ein Teil von ihnen bleibt in der Vergangenheit verhaftet, während der andere Teil den Reizen und Eindrücken der Außenwelt nicht mehr widerstehen kann.
Der Film wurde 2005 von der italienischen Filmgesellschaft L'Immagine (heute Terra) im Auftrag von National Geographic Channel International hergestellt. Er wurde 2006 im plautdietschen Originalton mit jeweils angepasstem Untertitel weltweit ausgestrahlt.
2007 erhielt Die perfekte Welt der Mennoniten die Auszeichnung „Best Documentary“ des BigScreen Festivals in China.

## Handlung
Der Dokumentarfilm erzählt die Geschichte von Aganetha, Cornelio, Pedro und Jacobo aus den mennonitischen Kolonien El Sabinal und El Capulín in der mexikanischen Wüste von Chihuahua. Die Verweigerung gegenüber dem technologischen Fortschritt in diesen Kolonien führt dazu, dass sich die Konservativsten unter den Mennoniten in den von der Außenwelt isolierten bolivianischen Urwald zurückziehen. Während in El Sabinal jede Form moderner Technik verbannt ist, öffnet sich El Capulín einigen Neuerungen wie der Elektrizität und dem Auto. Die Ankunft der Elektrizität beginnt allmählich, ihre jahrhundertealte und „perfekte“ Welt zu verändern.

## Historischer Hintergrund
Wegen der religiösen Verfolgung vor rund 500 Jahren sind die Vorfahren der Bewohner der mennonitischen Kolonien Mexikos aus Zentraleuropa nach Westpreußen geflüchtet. Um nach einem Ort zu suchen, an dem sie ungehindert ihren Glauben und ihre Traditionen ausüben und ihre Sprache Plautdietsch sprechen konnten, verstreuten sie sich in der ganzen Welt. Die Migrationswege dieser Russlandmennoniten führten über das ehemalige Südrussland (heute Ukraine) in viele Teile der Sowjetunion, aber auch nach Nord-, Mittel- und Südamerika. Die meisten der Russlandmennoniten, die nicht nach Amerika ausgewandert und in der Sowjetunion geblieben waren, sind inzwischen als Spätaussiedler nach Deutschland eingewandert.